# MTV Europe Music Awards 2019
MTV Europe Music Awards 2019 – 26. gala wręczenia Europejskich Nagród Muzycznych MTV, która odbyła się 3 listopada 2019 w Sewilli.
Była to czwarta ceremonia wręczenia nagród, która zostanie zorganizowana na terenie Hiszpanii. Wcześniej zorganizowano w tym państwie dziewiątą, siedemnastą i dwudziestą piątą galę finałową.

## Nominacje
Opracowano na podstawie materiału źródłowego.

### Najlepsza piosenka
- Ariana Grande – „7 Rings”
- Billie Eilish – „bad guy”
- Lil Nas X (gościnnie: Billy Ray Cyrus) – „Old Town Road (Remix)”
- Post Malone, Swae Lee – „Sunflower”
- Shawn Mendes, Camila Cabello – „Señorita”

### Najlepszy artysta
- Ariana Grande
- J Balvin
- Miley Cyrus
- Shawn Mendes
- Taylor Swift

### Najlepszy teledysk
- Ariana Grande – „thank u, next”
- Billie Eilish – „bad guy”
- Lil Nas X (gościnnie: Billy Ray Cyrus) – „Old Town Road (Remix)”
- Rosalía, J Balvin (gościnnie: El Guincho) – „Con Altura”
- Taylor Swift (gościnnie: Brendon Urie z Panic! at the Disco) – „ME!”

### Najlepszy duet
- BTS, Halsey – „Boy with Luv”
- Lil Nas X (gościnnie: Billy Ray Cyrus – „Old Town Road (Remix)”
- Mark Ronson (gościnnie: Miley Cyrus) – „Nothing Breaks Like a Heart”
- Rosalía, J Balvin (gościnnie: El Cuincho) – „Con Altura”
- Shawn Mendes, Camila Cabello – „Señorita”
- The Chainsmokers, Bebe Rexha – „Call You Mine”

### Najlepszy debiut
- Ava Max
- Billie Eilish
- Lewis Capaldi
- Lil Nas X
- Lizzo
- Mabel

### Najlepszy artysta muzyki pop
- Ariana Grande
- Becky G
- Camila Cabello
- Halsey
- Jonas Brothers
- Shawn Mendes

### Najlepszy występ live
- Ariana Grande
- BTS
- Ed Sheeran
- Pink
- Travis Scott

### Najlepszy artysta rockowy
- Green Day
- Imagine Dragons
- Liam Gallagher
- Panic! at the Disco
- The 1975

### Najlepszy artysta muzyki hip-hop
- 21 Savage
- Cardi B
- J. Cole
- Nicki Minaj
- Travis Scott

### Najlepszy artysta alternatywny
- Lana Del Rey
- FKA twigs
- Solange
- Twenty One Pilots
- Vampire Weekend

### Najlepszy artysta muzyki elektronicznej
- Calvin Harris
- DJ Snake
- Marshmello
- Martin Garrix
- The Chainsmokers

### Najlepszy artysta w serii MTV Push
- Ava Max
- Billie Eilish
- CNCO
- H.E.R.
- Jade Bird
- Juice WRLD
- Kiana Ledé
- Lauv
- Lewis Capaldi
- Lizzo
- Mabel
- Rosalía

### Najlepszy wykonawca w serii MTV World Stage
- Bebe Rexha
- Hailee Steinfeld
- Muse
- The 1975
- Twenty One Pilots

### Najlepszy wizerunek
- Halsey
- J Balvin
- Lil Nas X
- Lizzo
- Rosalía

### Najwięksi fani
- Ariana Grande
- Billie Eilish
- BTS
- Shawn Mendes
- Taylor Swift